# لوکاس باسوالدو
لوکاس باسوالدو (انگلیسی: Lucas Basualdo؛ زادهٔ ۲ فوریهٔ ۱۹۸۸) بازیکن فوتبال اهل آرژانتین است.